# Zračna luka Codrington
Zračna luka Codrington (IATA: BBQ, ICAO: TAPH) smještena je na otoku Barbudi, u blizini Codringtona, Antigva i Barbuda.